# Zoë Prévost

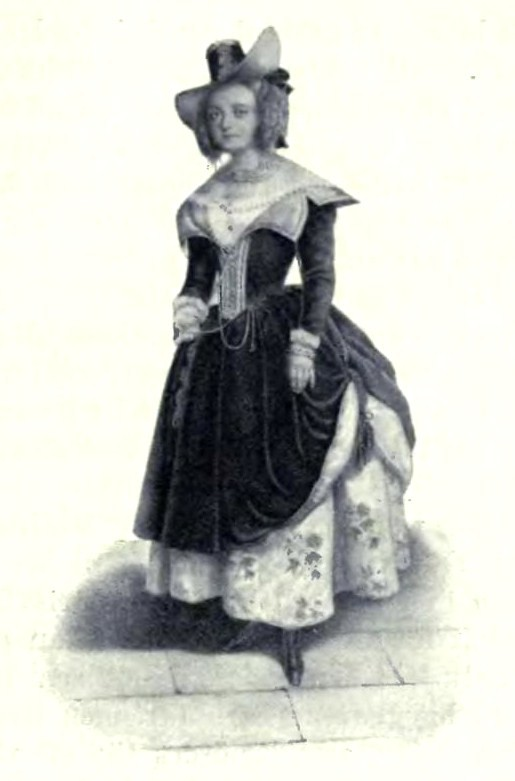
Zoë Prévost als Effie in Adolphe Adams Oper Le brasseur de Preston. Zeichnung von Alexandre Lacauchie, 1841.

Geneviève-Aimée-Zoë Prévost (* 15. April 1802 in Paris; † 1861 in Passy) war eine französische Opernsängerin (Sopran).

## Leben
Die ältere Schwester des Komponisten und Dirigenten Eugène Prévost studierte am Conservatoire de Paris Gesang bei Louis Antoine Ponchard. 1820 gewann sie einen zweiten Preis im Fach Oper. Sie debütierte als Sopranistin am Théâtre Feydeau, bevor sie 1822 an der Opéra-Comique engagiert wurde.
Hier trat sie erfolgreich in Uraufführungen als Zerline in Daniel-François-Esprit Aubers Fra Diavolo (29. Januar 1830), als Eveline in Fromental Halévys La langue musicale, als Rosine in Théodore Labarres Les Deux familles, als Angélique in José Melchor Gomis' Le Diable à Seville, als Marquise de Sauve in George Onslows Guise ou les États de Blois und als Baronin von Montbreux in Ambroise Thomas’ Carline auf.
Sie spielte die Titelrolle in der Oper La Marquise de Brinvillier von Castil-Blaze und Eugène Scribe und gewann Bewunderung als Madeleine in Adolphe Adams Der Postillon von Lonjumeau (Uraufführung am 13. Oktober 1836). 1841 gastierte sie erfolgreich am Théâtre de la Monnaie in Brüssel und bis 1847 an verschiedenen französischen Opernhäusern. Ab 1847 wirkte sie in Bordeaux am dortigen Opernhaus, später in La Haye.
Prévost war mit dem Tenor Jean-Baptiste Chollet verheiratet. Ihre Tochter Caroline Prévost wurde ebenfalls als Sängerin bekannt.